# موراي هال (دراج)
موراي هال (بالإنجليزية: Murray Hall) هو دراج أسترالي، ولد في 1 أكتوبر 1953 في ملبورن في أستراليا.

## وصلات خارجية
- موراي هال على موقع أرشيف الدراجات (الإنجليزية)
- موراي هال على موقع إحصائيات الدراجات الإحترافية (الإنجليزية)
- موراي هال على موقع اتحاد ألعاب الكومنولث (مؤرشف) (الإنجليزية)